# Федотов, Владимир Дмитриевич
Владимир Дмитриевич Федотов (1 января 1940, Джалал-Абад — 8 августа 2012, Казань) — доктор физико-математических наук (1982), профессор (1986) член-корреспондент Академии наук Республики Татарстан (1992). Заслуженный деятель науки Российской Федерации (1995).

## Биография
В 1962 году закончил Казанский государственный университет и поступил в Казанский институт биологии, где работал с 1962 по 1973 год.
Затем, с 1973 по 1985 год, трудился в Казанском химико-технологическом институте.
С 1985 года занимал должность заведующего лабораторией молекулярной биофизики Казанского института биологии. В период с 1992 по 2002 год был директором института. Инициировал внедрение метода оценки сотрудников на основе количества и качества их публикаций с учётом индексов цитирования.
Профессор (1986), член-корреспондент Академии наук Республики Татарстан (1992). Заслуженный деятель науки Российской Федерации (1995).

## Научная деятельность
Признанный специалист в области применения физических методов для изучения гетерогенных систем, таких как природные и синтетические полимеры, а также сложные биологические системы. С помощью метода ядерного магнитного резонанса исследовал динамические свойства молекул воды in vivo. Установил, что микродинамические параметры воды в биологических системах схожи с таковыми в чистой воде. Эти открытия поменяли представления ряда исследователей о роли воды в живых системах.
Разработал новый раздел ядерного магнитного резонанса — комплексную ЯМР-спектроскопию высокомолекулярных гетерогенных систем. Она основана на методических приемах, которые были разработаны им ранее для первичного анализа и алгоритмов извлечения структурно-микродинамических характеристик из релаксационных параметров спиновых систем.
В ходе исследований модельных мембран получил количественные характеристики распределения компонентов микроэмульсий по фазам. Продемонстрировал, что диффузионное поведение мицеллярных агрегатов схоже с диффузией жёстких сфер в вязкой среде. Руководил исследованиями, которые помогли раскрыть природу носителей заряда в явлении электрической перколяции в микроэмульсиях, показав, что основным источником электрической проводимости являются противоионы натрия, движущиеся по водным каналам, образующимся между мицеллами в процессе их кластеризации.
Под руководством В. Д. Федотова были защищены 12 кандидатских диссертаций. Двое его учеников стали профессорами.
Активно сотрудничал с университетами и институтами США, Германии, Чехии и Израиля.